# Jody Has A Hitlist
Jody Has A Hitlist fue una banda irlandesa de pop punk fundada en Dublín, Leinster en 2009. En 2010, fueron nominados para el premio Nuevo Artista Más Prometedor en los Meteor Awards.

## Historia

### Comienzos (2009–2011)
La banda formada en abril de 2009, tras la disolución de las bandas anteriores de los miembros (Steer Clear, The Upgrades). El 30 de junio de 2009, la banda tocó su primer show apoyar en la estación de Olympia Theatre de Dublín, poco después del lanzamiento de su EP homónimo en mayo de ese año. En octubre, también telonearon a General Fiasco en Ulster Hall en Belfast. En noviembre de 2009, la banda lanzó un sencillo "You Used To Be Fun y viajó a Reino Unido para grabar su segundo EP con Matt O'Grady. El título del EP se develó como "Boy Caught Envy" y fue lanzado en julio de 2010. Durante el transcurso del año, videos fueron grabados por las pistas poco más de un año y "Boy Caught Envy". Más adelante, Ben Hogan reemplazada a Jason Boland como guitarrista principal cuando se fue para integrarse a Kodaline.

### Choose Your Battles(2011–2012)
El 4 de abril de 2011, la banda lanzó su nuevo EP de 6 canciones, "Choose Your Battles". El EP se grabó en Longwave Studios en Cardiff, Gales. Después de su lanzamiento, la banda recorrió extensamente, incluyendo tocar como apoyo principal a Yashin en su UK Tour. Un videoclip de la canción "Through It All" fue puesto en lanzamiento el 10 de agosto de 2011.
También, la banda junto a You Me at Six y Pure Love telonearon a Paramore en el Belsonic de 2012.

### Tour yYou: My Drug, My Downfall(2012–2014)
Jody Has A Hitlist anuncian en su página de Facebook dos conciertos de Londres, Reino Unido y Dublín, Irlanda para principios de 2013.
Así como se anunció del lanzamiento de su primer álbum en 2013, el 18 de noviembre, la banda anuncia que estaba haciendo para su nuevo álbum y que iban a estar subiendo un vídeo para el segundo track "Choose Your Battles" y "Hit Me Like A Hurricane" en Mánchester, Reino Unido en 2013. También grabaron su nuevo sencillo titulado Delete Me.

### Disolución (2014)
El 1 de septiembre de 2014, la banda publicó una actualización de Facebook indica que mientras que en el proceso de grabación del nuevo material, sintieron que el sonido era muy distinto a la de Jody Has A Hitlist original, y decidieron que lo mejor es terminar.
Los dos últimos conciertos fueron, uno en Dublín y el otro en Belfast, teloneando a Kids in Glass Houses en el tour de despedida. Ellos redactaron el 4 de octubre de 2014, Thanks for everything (Gracias por todo). Lanzaron el álbum próximo para su descarga gratuita.

## Miembros
Últimos miembros
- Pádraig McAlister – voz, guitarra rítmica (2009–2014)
- Conor Ebbs – bajo (2009–2014)
- Ben Hogan – guitarra líder (2010–2014)
- Kevin O'Shea – batería (2012–2014)

Antiguos miembros
- Francis McDonnell – batería (2009–2012)
- Kelan O'Reilly – teclado, coros (2009–2012)
- Jason Boland – guitarra líder (2009–2010)
- Des Foley – guitarra líder (2009)

## Discografía

### EP
| Año  | Título                | Sello discográfico |
| ---- | --------------------- | ------------------ |
| 2009 | Jody Has A Hitlist EP | auto-producido     |
| 2010 | Boy Caught Envy       | auto-producido     |
| 2011 | Choose Your Battles   | auto-producido     |

### Álbumes de estudio
| Año  | Título                    | Sello discográfico |
| ---- | ------------------------- | ------------------ |
| 2015 | You: My Drug, My Downfall | auto-producido     |

### Sencillos
| Año  | Título    | Sello discográfico |
| ---- | --------- | ------------------ |
| 2013 | Delete Me | auto-producido     |